# Mistrzostwa Europy w Piłce Ręcznej Kobiet 2012
Mistrzostwa Europy w Piłce Ręcznej Kobiet 2012 – dziesiąte mistrzostwa Europy w piłce ręcznej kobiet, oficjalny międzynarodowy turniej piłki ręcznej o randze mistrzostw kontynentu organizowany przez EHF, mający na celu wyłonienie najlepszej żeńskiej reprezentacji narodowej w Europie. Odbyły się w Serbii pomiędzy 4 a 16 grudnia 2012 roku. W turnieju wystąpiło szesnaście zespołów, automatycznie do mistrzostw zakwalifikowała się reprezentacja Norwegii jako mistrz Europy z 2010. O pozostałe miejsca toczyły się eliminacje od czerwca 2011 do czerwca 2012 roku. Turniej służył jako jedna z kwalifikacji do Mistrzostw Świata 2013.
Brązowy medal po dogrywce zdobyły Węgierki pokonując gospodynie, natomiast mecz o złoto po dwóch dogrywkach na swoją korzyść reprezentantki Czarnogóry przełamując trwającą od 2004 roku hegemonię Norweżek. Jako że Norwegia i Serbia miały już zapewniony udział w Mistrzostwach Świata 2013, awans do tego turnieju zyskały Czarnogórki i Węgierki.
Po zakończonym turnieju EHF opublikowała statystyki indywidualne i drużynowe, a także jakościowe.
Logo zawodów zaprezentowano na początku lipca 2012 roku, zaś najtańsze wejściowki kosztowały 6 euro.

## Wybór organizatora
Oficjalne kandydatury wysunęły Serbia, Niemcy, Holandia i Ukraina. Przed samym głosowaniem wycofała się Serbia, która została gospodarzem męskich ME 2012, oraz Niemcy, którzy byli zainteresowani organizacją obu mistrzostw kontynentu w tym samym roku. W głosowaniu, które odbyło się na Kongresie EHF w Wiedniu 27 września 2008 roku, Holandia pokonała Ukrainę stosunkiem głosów 32:17 i otrzymała prawo do organizacji Mistrzostw Europy Kobiet 2012.
Z powodów finansowych turniej został skrócony o dwa dni oraz z początkowych pięciu hal pozostały trzy. Dwa dni przed losowaniem grup turnieju głównego, czyli 4 czerwca 2012 roku, do EHF wpłynęło pisemne oświadczenie holenderskiej federacji o wycofaniu się z organizacji tej imprezy. Następnego dnia zgłosiło się dziesięć krajów chętnych do przejęcia praw do organizacji turnieju – Chorwacja, Dania, Islandia, Macedonia, Norwegia, Polska, Rosja, Serbia, Słowacja i Szwecja – po czym do ich grona dołączyła jeszcze Rumunia. Decyzja w sprawie wyboru gospodarza miała nastąpić w ciągu dwóch tygodni, toteż 18 czerwca 2012 roku na gospodarza turnieju wybrano Serbię. Wybór argumentowano nie budzącą zastrzeżeń organizacją męskich ME w styczniu 2012 roku.
Decyzją sądu EHF w sierpniu 2013 roku nałożono na holenderską federację karę w wysokości 300 000 euro za naruszenie warunków kontraktu organizacyjnego oraz dodatkowe 250 000 euro na pokrycie kosztów związanych z przeprowadzeniem procedury ponownego wyboru gospodarza turnieju, a także odsunięto ten kraj od organizowania rozgrywek międzynarodowych na trzy lata (do końca roku 2016). Decyzją sądu apelacyjnego w marcu 2014 roku pierwszą kwotę obniżono do 250 000 euro, drugą zaś do wysokości 87 972,40 euro, kara zawieszenia pozostała natomiast bez zmian. Sąd arbitrażowy w sierpniu 2014 roku podtrzymał wysokość kary, zmniejszył zaś do 40 000 euro kwotę na pokrycie dodatkowych kosztów.

## Terminarz
W lipcu 2012 roku EHF opublikował terminarz rozgrywek. Mecze fazy wstępnej rozgrywane będą od 4 do 8 grudnia, spotkania w fazie głównej odbędą się w dniach 9–13 grudnia, 15 grudnia zaplanowane są półfinały oraz mecz o piąte miejsce, natomiast walka o medale rozegra się 16 grudnia.

## Obiekty
Do organizacji mistrzostw w Holandii wytypowano pięć hal. Miejscem zmagań w rundzie wstępnej miały być areny w Apeldoorn, Eindhoven, Maastricht i Hala 1 w Rotterdamskim Ahoy, w dwóch ostatnich miały odbyć się również spotkania rundy zasadniczej. Finały natomiast w głównej, mieszczącej 12 500 osób, hali Ahoy Rotterdam. Z powodu zmiany gospodarza miastami organizującymi mistrzostwa zostały Belgrad, Nisz, Vršac i Nowy Sad, a turniej miał odbyć się w tych samych halach co rozegrane w styczniu mistrzostwa Europy mężczyzn. We wrześniu 2012 roku przeniesiono jednak mecze z Hali Pionir do Belgradzkiej Areny.
| Belgrad           | BelgradNiszNowy SadVršac | Nowy Sad           |
| Belgradzka Arena  | BelgradNiszNowy SadVršac | SPC Vojvodina      |
| Pojemność: 20 000 | BelgradNiszNowy SadVršac | Pojemność: 8 000   |
|                   | BelgradNiszNowy SadVršac |                    |
| Vršac             | BelgradNiszNowy SadVršac | Nisz               |
| Centar Milenijum  | BelgradNiszNowy SadVršac | Čair Sports Center |
| Pojemność: 4 058  | BelgradNiszNowy SadVršac | Pojemność: 4 000   |
|                   | BelgradNiszNowy SadVršac |                    |

## Zespoły
| Kraj               | Strefa kwalifikacyjna               | Mistrzostwa 2010 |
| ------------------ | ----------------------------------- | ---------------- |
| Norwegia           | Mistrz Europy 2010                  | Mistrzostwo      |
| Niemcy             | 1. miejsce w 1 grupie eliminacyjnej | 13. miejsce      |
| Węgry              | 2. miejsce w 1 grupie eliminacyjnej | 10. miejsce      |
| Rumunia            | 1. miejsce w 2 grupie eliminacyjnej | 3. miejsce       |
| Serbia             | 2. miejsce w 2 grupie eliminacyjnej | 14. miejsce      |
| Czarnogóra         | 1. miejsce w 3 grupie eliminacyjnej | 6. miejsce       |
| Rosja              | 2. miejsce w 3 grupie eliminacyjnej | 7. miejsce       |
| Francja            | 1. miejsce w 4 grupie eliminacyjnej | 5. miejsce       |
| Macedonia Północna | 2. miejsce w 4 grupie eliminacyjnej | –                |
| Szwecja            | 1. miejsce w 5 grupie eliminacyjnej | 2. miejsce       |
| Czechy             | 2. miejsce w 5 grupie eliminacyjnej | –                |
| Chorwacja          | 1. miejsce w 6 grupie eliminacyjnej | 9. miejsce       |
| Dania              | 2. miejsce w 6 grupie eliminacyjnej | 4. miejsce       |
| Ukraina            | 1. miejsce w 7 grupie eliminacyjnej | 12. miejsce      |
| Hiszpania          | 2. miejsce w 7 grupie eliminacyjnej | 11. miejsce      |
| Islandia           | lucky loser                         | 15. miejsce      |

## Losowanie grup
15 maja 2012 roku opublikowano schemat losowania grup turnieju głównego, które miało się odbyć 6 czerwca 2012 roku o godzinie 14. W związku z wycofaniem się Holandii z organizacji turnieju nowy termin przeprowadzenia losowania został ustalony na 22 czerwca 2012 roku.
Przed losowaniem drużyny zostały podzielone na cztery koszyki.
| Koszyk 1  |
| --------- |
| Norwegia  |
| Szwecja   |
| Rumunia   |
| Chorwacja |

| Koszyk 2   |
| ---------- |
| Francja    |
| Czarnogóra |
| Niemcy     |
| Ukraina    |

| Koszyk 3 |
| -------- |
| Serbia   |
| Dania    |
| Rosja    |
| Węgry    |

| Koszyk 4           |
| ------------------ |
| Hiszpania          |
| Czechy             |
| Macedonia Północna |
| Islandia           |

W wyniku losowania wyłonione zostały cztery grupy po cztery zespoły.    
| Grupa A Belgrad | Grupa B Nisz       | Grupa C Nowy Sad | Grupa D Vršac |
| --------------- | ------------------ | ---------------- | ------------- |
| Norwegia        | Szwecja            | Chorwacja        | Rumunia       |
| Ukraina         | Francja            | Niemcy           | Czarnogóra    |
| Serbia          | Dania              | Węgry            | Rosja         |
| Czechy          | Macedonia Północna | Hiszpania        | Islandia      |

## Składy
Szerokie składy liczące maksymalnie dwadzieścia osiem zawodniczek zgodnie z zasadami ustalonymi przez EHF były zgłaszane do 31 października 2012 roku. Na dzień przed rozpoczęciem zawodów reprezentacje ogłosiły oficjalne szesnastoosobowe składy, z którego w trakcie turnieju mogą wymienić maksymalnie trzy zawodniczki.

## Sędziowie
Dwanaście par sędziów ogłoszono pod koniec września 2012 roku.
- Andrej Gusko, Siarhej Repkin
- Helena Crnojević, Emina Kostecki-Radić
- Jiří Opava, Pavel Válek
- Malene K. Lythje, Karina Christiansen
- Andreu Marín, Ignacio García
- Charlotte Bonaventura, Julie Bonaventura
- Péter Horváth, Balázs Marton
- Zigmārs Stoļarovs, Renārs Līcis
- Joanna Brehmer, Agnieszka Skowronek
- Diana-Carmen Florescu, Anamaria Duta
- Branka Marić, Zorica Mašić
- Peter Brunovský, Vladimír Čanda

## Faza wstępna

### Grupa A
| 4 grudnia 201217:45 | Ukraina | 22:25(7:12) | Czechy | Belgradzka Arena, Belgrad Widzów: 450 Sędzia: Brehmer, Skowronek |
| 4 grudnia 201217:45 |         | 22:25(7:12) |        | Belgradzka Arena, Belgrad Widzów: 450 Sędzia: Brehmer, Skowronek |

| 4 grudnia 201220:15 | Norwegia | 28:26(17:12) | Serbia | Belgradzka Arena, Belgrad Widzów: 5000 Sędzia: Marín, García |
| 4 grudnia 201220:15 |          | 28:26(17:12) |        | Belgradzka Arena, Belgrad Widzów: 5000 Sędzia: Marín, García |

| 6 grudnia 201218:15 | Serbia | 25:23(14:10) | Ukraina | Belgradzka Arena, Belgrad Widzów: 4 000 Sędzia: Florescu, Duţă |
| 6 grudnia 201218:15 |        | 25:23(14:10) |         | Belgradzka Arena, Belgrad Widzów: 4 000 Sędzia: Florescu, Duţă |

| 6 grudnia 201220:15 | Czechy | 19:21(12:10) | Norwegia | Belgradzka Arena, Belgrad Widzów: 450 Sędzia: Crnojević, Kostecki-Radić |
| 6 grudnia 201220:15 |        | 19:21(12:10) |          | Belgradzka Arena, Belgrad Widzów: 450 Sędzia: Crnojević, Kostecki-Radić |

| 8 grudnia 201218:15 | Norwegia | 18:17(8:11) | Ukraina | Belgradzka Arena, Belgrad Widzów: 1554 Sędzia: Stoļarovs, Līcis |
| 8 grudnia 201218:15 |          | 18:17(8:11) |         | Belgradzka Arena, Belgrad Widzów: 1554 Sędzia: Stoļarovs, Līcis |

| 8 grudnia 201220:15 | Serbia | 28:24(12:15) | Czechy | Belgradzka Arena, Belgrad Widzów: 4000 Sędzia: Horvárth, Márton |
| 8 grudnia 201220:15 |        | 28:24(12:15) |        | Belgradzka Arena, Belgrad Widzów: 4000 Sędzia: Horvárth, Márton |

### Grupa B
| 4 grudnia 201218:15 | Francja | 29:16(15:10) | Macedonia Północna | Čair Sports Center, Nisz Widzów: 750 Sędzia: Horvárth, Márton |
| 4 grudnia 201218:15 |         | 29:16(15:10) |                    | Čair Sports Center, Nisz Widzów: 750 Sędzia: Horvárth, Márton |

| 4 grudnia 201220:15 | Szwecja | 27:26(13:15) | Dania | Čair Sports Center, Nisz Widzów: 300 Sędzia: Florescu, Duţă |
| 4 grudnia 201220:15 |         | 27:26(13:15) |       | Čair Sports Center, Nisz Widzów: 300 Sędzia: Florescu, Duţă |

| 6 grudnia 201218:15 | Macedonia Północna | 15:26(8:11) | Szwecja | Čair Sports Center, Nisz Widzów: 300 Sędzia: Stoļarovs, Līcis |
| 6 grudnia 201218:15 |                    | 15:26(8:11) |         | Čair Sports Center, Nisz Widzów: 300 Sędzia: Stoļarovs, Līcis |

| 6 grudnia 201220:15 | Dania | 28:27(15:12) | Francja | Čair Sports Center, Nisz Widzów: 200 Sędzia: Brehmer, Skowronek |
| 6 grudnia 201220:15 |       | 28:27(15:12) |         | Čair Sports Center, Nisz Widzów: 200 Sędzia: Brehmer, Skowronek |

| 8 grudnia 201218:15 | Szwecja | 17:24(8:13) | Francja | Čair Sports Center, Nisz Widzów: 500 Sędzia: Crnojević, Kostecki-Radić |
| 8 grudnia 201218:15 |         | 17:24(8:13) |         | Čair Sports Center, Nisz Widzów: 500 Sędzia: Crnojević, Kostecki-Radić |

| 8 grudnia 201220:15 | Dania | 37:30(17:13) | Macedonia Północna | Čair Sports Center, Nisz Widzów: 1000 Sędzia: Marín, García |
| 8 grudnia 201220:15 |       | 37:30(17:13) |                    | Čair Sports Center, Nisz Widzów: 1000 Sędzia: Marín, García |

### Grupa C
| 4 grudnia 201218:15 | Niemcy | 20:23(12:13) | Hiszpania | SPC Vojvodina, Nowy Sad Widzów: 1200 Sędzia: Brehmer, Skowronek |
| 4 grudnia 201218:15 |        | 20:23(12:13) |           | SPC Vojvodina, Nowy Sad Widzów: 1200 Sędzia: Brehmer, Skowronek |

| 4 grudnia 201220:15 | Chorwacja | 28:27(15:14) | Węgry | SPC Vojvodina, Nowy Sad Widzów: 1800 Sędzia: Opava, Válek |
| 4 grudnia 201220:15 |           | 28:27(15:14) |       | SPC Vojvodina, Nowy Sad Widzów: 1800 Sędzia: Opava, Válek |

| 5 grudnia 201218:15 | Hiszpania | 25:21(13:10) | Chorwacja | SPC Vojvodina, Nowy Sad Widzów: 2000 Sędzia: Brunovský, Čanda |
| 5 grudnia 201218:15 |           | 25:21(13:10) |           | SPC Vojvodina, Nowy Sad Widzów: 2000 Sędzia: Brunovský, Čanda |

| 5 grudnia 201220:15 | Węgry | 24:21(11:14) | Niemcy | SPC Vojvodina, Nowy Sad Widzów: 2 500 Sędzia: Bonaventura, Bonaventura |
| 5 grudnia 201220:15 |       | 24:21(11:14) |        | SPC Vojvodina, Nowy Sad Widzów: 2 500 Sędzia: Bonaventura, Bonaventura |

| 7 grudnia 201218:15 | Węgry | 32:31(17:14) | Hiszpania | SPC Vojvodina, Nowy Sad Widzów: 3700 Sędzia: Marić, Mašić |
| 7 grudnia 201218:15 |       | 32:31(17:14) |           | SPC Vojvodina, Nowy Sad Widzów: 3700 Sędzia: Marić, Mašić |

| 7 grudnia 201220:15 | Chorwacja | 16:17(7:8) | Niemcy | SPC Vojvodina, Nowy Sad Widzów: 2100 Sędzia: Gousko, Repkin |
| 7 grudnia 201220:15 |           | 16:17(7:8) |        | SPC Vojvodina, Nowy Sad Widzów: 2100 Sędzia: Gousko, Repkin |

### Grupa D
| 4 grudnia 201218:05 | Czarnogóra | 26:16(10:7) | Islandia | Centar Milenijum, Vršac Widzów: 2800 Sędzia: Gousko, Repkin |
| 4 grudnia 201218:05 |            | 26:16(10:7) |          | Centar Milenijum, Vršac Widzów: 2800 Sędzia: Gousko, Repkin |

| 4 grudnia 201220:15 | Rumunia | 21:21(12:7) | Rosja | Centar Milenijum, Vršac Widzów: 3200 Sędzia: Marić, Mašić |
| 4 grudnia 201220:15 |         | 21:21(12:7) |       | Centar Milenijum, Vršac Widzów: 3200 Sędzia: Marić, Mašić |

| 5 grudnia 201218:05 | Rosja | 27:30(14:20) | Czarnogóra | Centar Milenijum, Vršac Widzów: 1000 Sędzia: Opava, Válek |
| 5 grudnia 201218:05 |       | 27:30(14:20) |            | Centar Milenijum, Vršac Widzów: 1000 Sędzia: Opava, Válek |

| 5 grudnia 201220:15 | Islandia | 19:22(13:15) | Rumunia | Centar Milenijum, Vršac Widzów: 2 700 Sędzia: Lythje, Christiansen |
| 5 grudnia 201220:15 |          | 19:22(13:15) |         | Centar Milenijum, Vršac Widzów: 2 700 Sędzia: Lythje, Christiansen |

| 7 grudnia 201218:15 | Rosja | 30:21(15:8) | Islandia | Centar Milenijum, Vršac Widzów: 3000 Sędzia: Bonaventura, Bonaventura |
| 7 grudnia 201218:15 |       | 30:21(15:8) |          | Centar Milenijum, Vršac Widzów: 3000 Sędzia: Bonaventura, Bonaventura |

| 7 grudnia 201220:15 | Rumunia | 20:23(10:9) | Czarnogóra | Centar Milenijum, Vršac Widzów: 4000 Sędzia: Brunovský, Čanda |
| 7 grudnia 201220:15 |         | 20:23(10:9) |            | Centar Milenijum, Vršac Widzów: 4000 Sędzia: Brunovský, Čanda |

## Faza zasadnicza

### Grupa I
| 10 grudnia 201216:10 | Czechy | 30:33(12:13) | Dania | Belgradzka Arena, Belgrad Widzów: 400 Sędzia: Florescu, Duţă |
| 10 grudnia 201216:10 |        | 30:33(12:13) |       | Belgradzka Arena, Belgrad Widzów: 400 Sędzia: Florescu, Duţă |

| 10 grudnia 201218:10 | Norwegia | 30:19(14:10) | Francja | Belgradzka Arena, Belgrad Widzów: 500 Sędzia: Marín, García |
| 10 grudnia 201218:10 |          | 30:19(14:10) |         | Belgradzka Arena, Belgrad Widzów: 500 Sędzia: Marín, García |

| 10 grudnia 201220:10 | Serbia | 23:23(13:14) | Szwecja | Belgradzka Arena, Belgrad Widzów: 5000 Sędzia: Stoļarovs, Līcis |
| 10 grudnia 201220:10 |        | 23:23(13:14) |         | Belgradzka Arena, Belgrad Widzów: 5000 Sędzia: Stoļarovs, Līcis |

| 11 grudnia 201216:10 | Czechy | 22:24(10:14) | Francja | Belgradzka Arena, Belgrad Widzów: 800 Sędzia: Brehmer, Skowronek |
| 11 grudnia 201216:10 |        | 22:24(10:14) |         | Belgradzka Arena, Belgrad Widzów: 800 Sędzia: Brehmer, Skowronek |

| 11 grudnia 201218:10 | Norwegia | 28:25(12:14) | Szwecja | Belgradzka Arena, Belgrad Widzów: 1 200 Sędzia: Horvárth, Márton |
| 11 grudnia 201218:10 |          | 28:25(12:14) |         | Belgradzka Arena, Belgrad Widzów: 1 200 Sędzia: Horvárth, Márton |

| 11 grudnia 201220:10 | Serbia | 29:26(16:14) | Dania | Belgradzka Arena, Belgrad Widzów: 5 000 Sędzia: Marín, García |
| 11 grudnia 201220:10 |        | 29:26(16:14) |       | Belgradzka Arena, Belgrad Widzów: 5 000 Sędzia: Marín, García |

| 13 grudnia 201216:10 | Norwegia | 33:35(17:15) | Dania | Belgradzka Arena, Belgrad Widzów: 2 500 Sędzia: Horvárth, Márton |
| 13 grudnia 201216:10 |          | 33:35(17:15) |       | Belgradzka Arena, Belgrad Widzów: 2 500 Sędzia: Horvárth, Márton |

| 13 grudnia 201218:10 | Serbia | 18:17(10:6) | Francja | Belgradzka Arena, Belgrad Widzów: 8 000 Sędzia: Gousko, Repkin |
| 13 grudnia 201218:10 |        | 18:17(10:6) |         | Belgradzka Arena, Belgrad Widzów: 8 000 Sędzia: Gousko, Repkin |

| 13 grudnia 201220:10 | Czechy | 26:35(14:14) | Szwecja | Belgradzka Arena, Belgrad Widzów: 1 500 Sędzia: Florescu, Duţă |
| 13 grudnia 201220:10 |        | 26:35(14:14) |         | Belgradzka Arena, Belgrad Widzów: 1 500 Sędzia: Florescu, Duţă |

### Grupa II
| 9 grudnia 201216:15 | Hiszpania | 26:31(12:15) | Rumunia | SPC Vojvodina, Nowy Sad Widzów: 700 Sędzia: Bonaventura, Bonaventura |
| 9 grudnia 201216:15 |           | 26:31(12:15) |         | SPC Vojvodina, Nowy Sad Widzów: 700 Sędzia: Bonaventura, Bonaventura |

| 9 grudnia 201218:15 | Węgry | 26:28(9:15) | Czarnogóra | SPC Vojvodina, Nowy Sad Widzów: 1500 Sędzia: Opava, Válek |
| 9 grudnia 201218:15 |       | 26:28(9:15) |            | SPC Vojvodina, Nowy Sad Widzów: 1500 Sędzia: Opava, Válek |

| 9 grudnia 201220:15 | Niemcy | 26:26(16:13) | Rosja | SPC Vojvodina, Nowy Sad Widzów: 600 Sędzia: Marić, Mašić |
| 9 grudnia 201220:15 |        | 26:26(16:13) |       | SPC Vojvodina, Nowy Sad Widzów: 600 Sędzia: Marić, Mašić |

| 11 grudnia 201216:15 | Hiszpania | 25:25(13:14) | Rosja | SPC Vojvodina, Nowy Sad Widzów: 800 Sędzia: Crnojević, Kostecki-Radić |
| 11 grudnia 201216:15 |           | 25:25(13:14) |       | SPC Vojvodina, Nowy Sad Widzów: 800 Sędzia: Crnojević, Kostecki-Radić |

| 11 grudnia 201218:15 | Niemcy | 27:20(14:9) | Czarnogóra | SPC Vojvodina, Nowy Sad Widzów: 1 000 Sędzia: Bonaventura, Bonaventura |
| 11 grudnia 201218:15 |        | 27:20(14:9) |            | SPC Vojvodina, Nowy Sad Widzów: 1 000 Sędzia: Bonaventura, Bonaventura |

| 11 grudnia 201220:15 | Węgry | 25:19(14:12) | Rumunia | SPC Vojvodina, Nowy Sad Widzów: 1 200 Sędzia: Gousko, Repkin |
| 11 grudnia 201220:15 |       | 25:19(14:12) |         | SPC Vojvodina, Nowy Sad Widzów: 1 200 Sędzia: Gousko, Repkin |

| 13 grudnia 201216:15 | Hiszpania | 23:27(16:13) | Czarnogóra | SPC Vojvodina, Nowy Sad Widzów: 1 200 Sędzia: Brehmer, Skowronek |
| 13 grudnia 201216:15 |           | 23:27(16:13) |            | SPC Vojvodina, Nowy Sad Widzów: 1 200 Sędzia: Brehmer, Skowronek |

| 13 grudnia 201218:15 | Niemcy | 25:23(16:9) | Rumunia | SPC Vojvodina, Nowy Sad Widzów: 1 200 Sędzia: Opava, Válek |
| 13 grudnia 201218:15 |        | 25:23(16:9) |         | SPC Vojvodina, Nowy Sad Widzów: 1 200 Sędzia: Opava, Válek |

| 13 grudnia 201220:15 | Węgry | 25:31(11:13) | Rosja | SPC Vojvodina, Nowy Sad Widzów: 1 200 Sędzia: Crnojević, Kostecki-Radić |
| 13 grudnia 201220:15 |       | 25:31(11:13) |       | SPC Vojvodina, Nowy Sad Widzów: 1 200 Sędzia: Crnojević, Kostecki-Radić |

## Faza finałowa

### Mecz o 5. miejsce
| 15 grudnia 201212:00 | Dania | 32:30(15:15) | Rosja | Belgradzka Arena, Belgrad Widzów: 800 Sędzia: Marić, Mašić |
| 15 grudnia 201212:00 |       | 32:30(15:15) |       | Belgradzka Arena, Belgrad Widzów: 800 Sędzia: Marić, Mašić |

|  |                 |            |            |                   |    |          |          |       |
|  | Półfinały       | Półfinały  | Półfinały  |                   |    | Finał    | Finał    | Finał |
|  | Półfinały       | Półfinały  | Półfinały  |                   |    | Finał    | Finał    | Finał |
|  | 15 grudnia 2012 |            |            |                   |    |          |          |       |
|  |                 |            |            |                   |    |          |          |       |
|  | Norwegia        | Norwegia   | 30         |                   |    |          |          |       |
|  | Norwegia        | Norwegia   | 30         | 16 grudnia 2012   |    |          |          |       |
|  | Węgry           | Węgry      | 19         |                   |    |          |          |       |
|  | Węgry           | Węgry      | 19         |                   |    | Norwegia | Norwegia | 31    |
|  | 15 grudnia 2012 |            |            |                   |    | Norwegia | Norwegia | 31    |
|  |                 |            | Czarnogóra | Czarnogóra        | 34 |          |          |       |
|  | Serbia          | Serbia     | Czarnogóra | Czarnogóra        | 34 | 26       |          |       |
|  | Serbia          | Serbia     |            |                   |    |          |          |       |
|  | Czarnogóra      | Czarnogóra | 27         |                   |    |          |          |       |
|  | Czarnogóra      | Czarnogóra | 27         | Mecz o 3. miejsce |    |          |          |       |
|  |                 |            |            |                   |    |          |          |       |
|  | 16 grudnia 2012 |            |            |                   |    |          |          |       |
|  |                 |            |            |                   |    |          |          |       |
|  | Węgry           | Węgry      | 41         |                   |    |          |          |       |
|  | Węgry           | Węgry      | 41         |                   |    |          |          |       |
|  | Serbia          | Serbia     | 38         |                   |    |          |          |       |
|  | Serbia          | Serbia     | 38         |                   |    |          |          |       |

### Półfinały
| 15 grudnia 201214:30 | Norwegia | 30:19(16:11) | Węgry | Belgradzka Arena, Belgrad Widzów: 5000 Sędzia: Bonaventura, Bonaventura |
| 15 grudnia 201214:30 |          | 30:19(16:11) |       | Belgradzka Arena, Belgrad Widzów: 5000 Sędzia: Bonaventura, Bonaventura |

| 15 grudnia 201217:00 | Serbia | 26:27(14:13) | Czarnogóra | Belgradzka Arena, Belgrad Widzów: 13 000 Sędzia: Stoļarovs, Līcis |
| 15 grudnia 201217:00 |        | 26:27(14:13) |            | Belgradzka Arena, Belgrad Widzów: 13 000 Sędzia: Stoļarovs, Līcis |

### Mecz o 3. miejsce
| 16 grudnia 201214:30 | Węgry | 41:38 (pd.)(21:19) | Serbia | Belgradzka Arena, Belgrad Widzów: 11 000 Sędzia: Gousko, Repkin |
| 16 grudnia 201214:30 |       | 41:38 (pd.)(21:19) |        | Belgradzka Arena, Belgrad Widzów: 11 000 Sędzia: Gousko, Repkin |

### Finał
| 16 grudnia 201217:00 | Norwegia | 31:34 (pd.)(11:12) | Czarnogóra | Belgradzka Arena, Belgrad Widzów: 10 000 Sędzia: Marín, García |
| 16 grudnia 201217:00 |          | 31:34 (pd.)(11:12) |            | Belgradzka Arena, Belgrad Widzów: 10 000 Sędzia: Marín, García |

## Klasyfikacja końcowa
| Miejsce | Reprezentacja      | Uwagi          |
| ------- | ------------------ | -------------- |
| złoto   | Czarnogóra         | awans: MŚ 2013 |
| srebro  | Norwegia           | -              |
| brąz    | Węgry              | awans: MŚ 2013 |
| 4       | Serbia             | -              |
| 5       | Dania              | -              |
| 6       | Rosja              | -              |
| 7       | Niemcy             | -              |
| 8       | Szwecja            | -              |
| 9       | Francja            | -              |
| 10      | Rumunia            | -              |
| 11      | Hiszpania          | -              |
| 12      | Czechy             | -              |
| 13      | Chorwacja          | -              |
| 14      | Ukraina            | -              |
| 15      | Islandia           | -              |
| 16      | Macedonia Północna | -              |

## Statystyki
| Miejsce | Zawodniczka        | Zespół     | Gole | Strzały | %   |
| ------- | ------------------ | ---------- | ---- | ------- | --- |
| 1       | Katarina Bulatović | Czarnogóra | 56   | 119     | 47% |
| 2       | Anita Görbicz      | Węgry      | 41   | 70      | 59% |
| 2       | Milena Knežević    | Czarnogóra | 41   | 87      | 47% |
| 4       | Jovanka Radičević  | Czarnogóra | 40   | 61      | 66% |
| 5       | Linn Jørum Sulland | Norwegia   | 39   | 76      | 51% |
| 6       | Ann Grete Nørgaard | Dania      | 37   | 51      | 73% |
| 6       | Zsuzsanna Tomori   | Węgry      | 37   | 66      | 56% |
| 8       | Anja Edin          | Norwegia   | 34   | 61      | 56% |
| 9       | Isabelle Gulldén   | Szwecja    | 33   | 56      | 59% |
| 9       | Andrea Lekić       | Serbia     | 33   | 57      | 58% |
| 9       | Laura Steinbach    | Niemcy     | 33   | 56      | 59% |

| Miejsce | Zawodniczka             | Zespół     | %   | Obrony | Strzały |
| ------- | ----------------------- | ---------- | --- | ------ | ------- |
| 1       | Katja Schülke           | Niemcy     | 41% | 45     | 111     |
| 2       | Katrine Lunde Haraldsen | Norwegia   | 40% | 99     | 247     |
| 3       | Talida Tolnai           | Rumunia    | 38% | 41     | 108     |
| 4       | Linda Pradel            | Francja    | 37% | 22     | 59      |
| 5       | Katarina Tomašević      | Serbia     | 36% | 98     | 275     |
| 6       | Cecilia Grubbström      | Szwecja    | 35% | 61     | 174     |
| 6       | Éva Kiss                | Węgry      | 35% | 34     | 97      |
| 6       | Barbora Raníková        | Czechy     | 35% | 77     | 221     |
| 6       | Paula Ungureanu         | Rumunia    | 35% | 38     | 109     |
| 6       | Marina Vukčević         | Czarnogóra | 35% | 34     | 97      |
| 6       | Clara Woltering         | Niemcy     | 35% | 36     | 102     |

## Nagrody indywidualne
Nagrody indywidualne zdobyły:
| Najlepsza bramkarka     | Najlepsza lewoskrzydłowa | Najlepsza prawoskrzydłowa | Najlepsza lewa rozgrywająca | Najlepsza środkowa rozgrywająca | Najlepsza prawa rozgrywająca | Najlepsza obrotowa | MVP       |
| ----------------------- | ------------------------ | ------------------------- | --------------------------- | ------------------------------- | ---------------------------- | ------------------ | --------- |
| Katrine Lunde Haraldsen | Polina Kuzniecowa        | Jovanka Radičević         | Sanja Damnjanović           | Andrea Lekić                    | Katarina Bulatović           | Heidi Løke         | Anja Edin |

## Transmisje telewizyjne
8 listopada 2012 roku ogłoszono listę nadawców telewizyjnych i radiowych, którzy otrzymali prawa do transmisji zawodów.
| Stacja telewizyjna                   | Stacja telewizyjna      | Opis                      | Opis           |
| ------------------------------------ | ----------------------- | ------------------------- | -------------- |
| Radio-Televizija Srbije              | Radio-Televizija Srbije | Główny nadawca            | Główny nadawca |
| Stacja telewizyjna                   | Kraj                    | Stacja telewizyjna        | Kraj           |
| BeTV                                 | Belgia                  | Sitel TV                  | Macedonia      |
| Bosanskohercegovačka radiotelevizija | Bośnia i Hercegowina    | MRT                       | Macedonia      |
| BandSports                           | Brazylia                | Al-Dżazira                | Bliski Wschód  |
| BulSat                               | Bułgaria                | Sport 1                   | Niemcy         |
| Hrvatska radiotelevizija             | Chorwacja               | TV2                       | Norwegia       |
| Sport 1                              | Czechy                  | TVP Sport                 | Polska         |
| Česká televize                       | Czechy                  | Sport TV                  | Portugalia     |
| TV2                                  | Dania                   | NTV Plus                  | Rosja          |
| MTV3                                 | Finlandia               | Televiziunea Română       | Rumunia        |
| Canal+                               | Francja                 | Digi Sport                | Rumunia        |
| Sport+                               | Francja                 | Sport 1                   | Słowacja       |
| Horizons TV                          | Francja                 | Radiotelevizija Slovenija | Słowenia       |
| Enjoy TV                             | Hiszpania               | TV4                       | Szwecja        |
| Teledeporte                          | Hiszpania               | TCF                       | Ukraina        |
| RÚV                                  | Islandia                | Magyar Televízió          | Węgry          |
| Charlton Sport 1                     | Izrael                  | Sport 1                   | Węgry          |
| Stacja radiowa                       | Kraj                    | Stacja radiowa            | Kraj           |
| HRT-HR                               | Chorwacja               | RTL                       | Francja        |
| RCG                                  | Czarnogóra              | ARD                       | Niemcy         |
| Danmarks Radio                       | Dania                   | NRK                       | Norwegia       |
| EBU Radio                            | Europa                  | ROR                       | Rumunia        |
| RMC                                  | Francja                 | Radio Serbia              | Serbia         |
| SRF                                  | Francja                 | Sveriges Radio            | Szwecja        |
| E1                                   | Francja                 | Magyar Rádió              | Węgry          |